# Olga Germanowna Lenskaja
Olga Germanowna Lenskaja (russisch Ольга Германовна Ленская; * 19. September 1909 in Waluiki, Russisches Kaiserreich; † 6. Dezember 1976 in Moskau) war eine sowjetische Theater- und Film-Schauspielerin.

## Leben und Leistungen
Olga Lenskaja kam als uneheliche Tochter des Barons German Nikolajewitsch Korf zur Welt und wurde von dessen Schwester Lidija Nikolajewna Lenskaja (1862–1946) adoptiert. Diese war wiederum die Witwe des am Maly-Theater tätigen Schauspielers und Regisseurs Alexander Pawlowitsch Lenski (1847–1908). Ihre Herkunft wurde erst posthum publik.
Lenskaja genoss eine gute Bildung und setzte sich schon früh mit künstlerischen Themen auseinander. Aufgrund dessen begann sie ab dem Jahr 1923 beim Moskauer Improvisationstheater Semperante den Schauspielberuf zu erlernen und trat nach 2-jähriger Ausbildung in das dortige Ensemble ein. 1934 wechselte Lenskaja an das Zentraltheater der Roten Armee, wo Faina Ranewskaja zu ihren Kolleginnen zählte. Sie trat in Stücken wie Kleinbürger, Der Widerspenstigen Zähmung, Wassa Schelesnowa, Iosif Leonidowitsch Pruts Год девятнадцатый (God dewjatnadzaty) und Полководeц Суворов (Polkowodez Suworow) von Igor Wladimirowitsch Bachterew und Alexander Wladimirowitsch Rasumowski auf, war aber lediglich in kleinen Rollen zu sehen. Ihr Engagement endete mit Ausbruch des Deutsch-Sowjetischen Krieges. Im Dezember 1945 erhielt sie letztlich eine Stelle beim neugegründeten Staatstheater der Kinodarsteller, nachdem dieses aber 1948 seinen Status verlor und dem Mosfilmstudio angegliedert wurde, musste sich Lenskaja von der Bühne zurückziehen.
Ihr filmisches Schaffen begann 1923 mit Alexander Rasumnys Sozialdrama Семья Грибушиных (Semja Gribuschinych). Danach wurde sie von Meschrabpomfilm verpflichtet und arbeitete dreimal mit Konstantin Eggert zusammen. Der erste gemeinsamer Film, das mystische Drama Медвежья свадьба (Medweschja swadba, 1925), basierte auf einem Stück  Anatoli Lunatscharskis. Ihre einzige Hauptrolle vor der Kamera gab sie 1930 in Кто виноват? (Kto winowat?) von Noi Iljitsch Galkin. Nach der Komödie Конец полустанка (Konez polustanka, 1935) war die dunkelhaarige Mimin mehrere Jahre nicht auf der Leinwand zu sehen, ehe sie 1943 vom Mosfilmstudio engagiert wurde und 1944 in Sergei Gerassimows Kriegsfilm Большая земля (Bolschaja semlja) einen kurzen Auftritt als Evakuierte hatte. In dessen Werk Die junge Garde (1948) sollte sie ursprünglich die Mutter des Hauptcharakters darstellten, wurde aber letztlich durch Tamara Makarowa ersetzt. In den 1950er Jahren spielte Lenskaja lediglich kleine Nebenrollen in zwei Filmen Alexander Ptuschkos sowie im dritten Teil der Kinotrilogie Хождение по мукам (Choschdenije po mukam, 1959) nach Alexei Tolstois Der Leidensweg. Nach über einem Jahrzehnt Abwesenheit vom Film gab sie im Fernsehzweiteiler Доверие (Dowerije, 1972) ihren Abschied.
Lenskaja starb 67-jährig in Moskau, ihre Urne wurde auf dem Nowodewitschi-Friedhof beigesetzt.

## Privates
Während der Dreharbeiten zu Соперницы (Sopernizy, 1929) lernte Lenskaja den Darsteller Gleb Petrowitsch Kusnezow (1903–1966) kennen. Beide heirateten kurz darauf und am 31. März 1930 wurde Alexander, ihr erster Sohn, geboren. Ihm folgte am 14. Mai 1941 Alexei Kusnezow.
Lenskajas Ehemann wurde nach Kriegsbeginn beauftragt, die Evakuierung des Mosfilmstudios zu organisieren. Anschließend meldete er sich im November 1941 freiwillig zum Frontdienst. Sie musste ihre berufliche Tätigkeit daher zeitweise unterbrechen, um für ihre Kinder zu sorgen. Kusnezow kehrte als Invalide aus dem Krieg zurück und war danach als Produzent bei Mosfilm tätig, was der Familie ein Auskommen sicherte. Lenskaja zog sich nach dem Ende ihrer Bühnenlaufbahn ins Privatleben zurück.
Alexander Kusnezow absolvierte die Moskauer Kunstschule und war als Szenenbildner bei Mosfilm tätig. Zu seinen Werken zählten Das Märchen von der verlorenen Zeit (1964), Das Märchen vom Zaren Saltan (1966), Achtung, Schildkröte! (1970) und Auto, Geige und der Hund Klecks (1974). Er starb 1999.
Alexei Kusnezow ist Absolvent der Schtschukin-Theaterhochschule, Darsteller am Wachtangow-Theater und Träger der Titel Verdienter Künstler der RSFSR (29. Oktober 1985) sowie Verdienter Kunstschaffender der Russischen Föderation (12. Oktober 2010).

## Filmografie (Auswahl)
- 1929: Irrwege der Leidenschaft (Chromoi barin)
- 1950: Kubankosaken (Kubanskije kasaki)
- 1956: Ilja Muromez
- 1959: Das gestohlene Glück (Sampo)